# ترجمات الكتاب المقدس

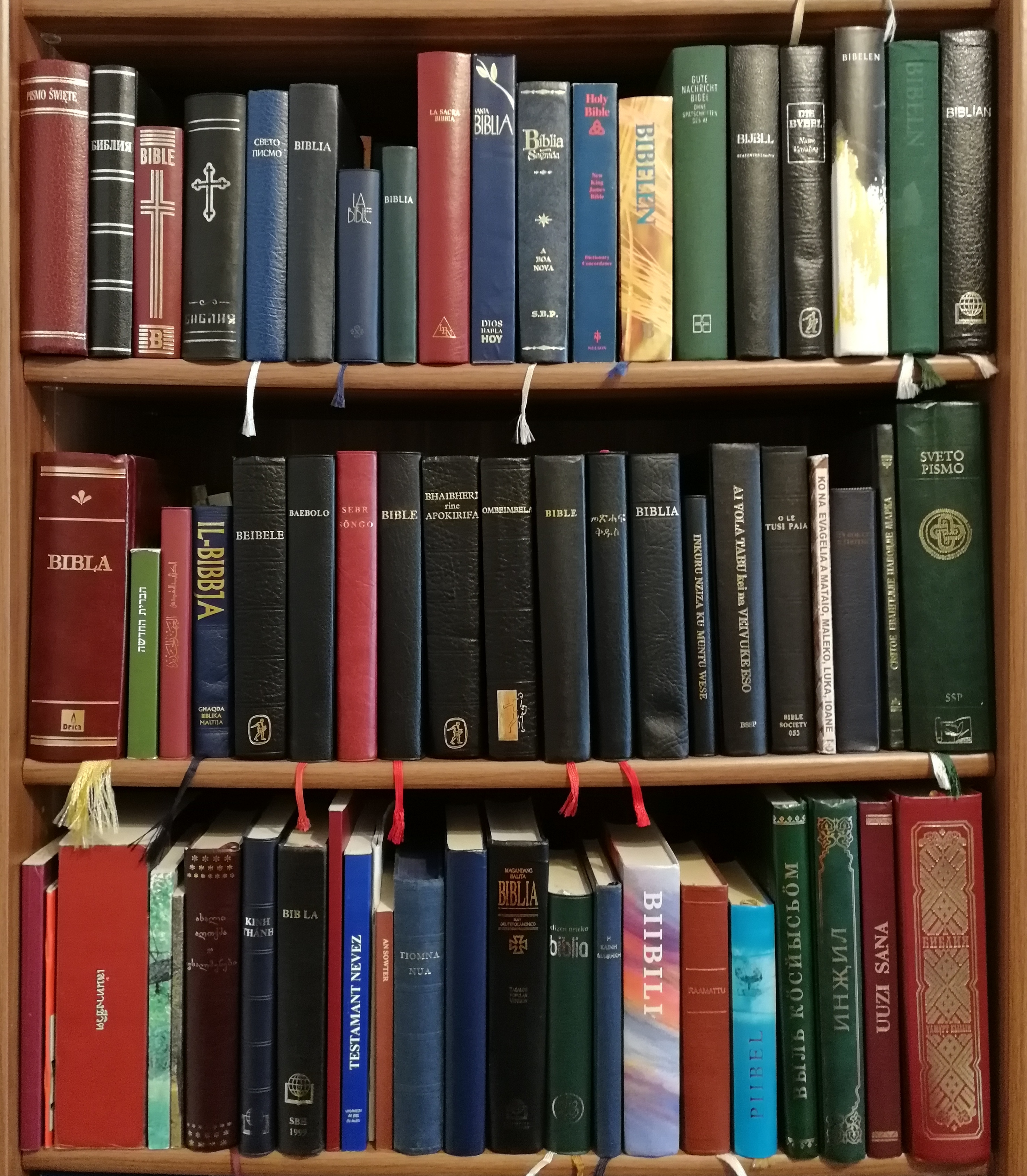
مجموعة من الكتاب المقدس والعهد الجديد بعدة لغات.

ترجم الكتاب المقدس من اللغات الأصلية التي كُتب بها (العبرية واليونانية والآرامية) إلى مختلف لغات العالم الأخرى. اعتبارًا من أكتوبر سنة 2019 تُرجم الكتاب المقدس بالكامل إلى 698 لغة، وتُرجم العهد الجديد إلى 1548 لغة إضافية، وأجزاء أو قصص الكتاب المقدس إلى 1138 لغة. وهكذا فقد تُرجمت أجزاء الكتاب المقدس إلى 3384 لغة. كانت اللغة اللاتينية الفولجيت هي المهيمنة في المسيحية الغربية في العصور الوسطى. منذ ذلك الحين، تُرجم الكتاب المقدس إلى العديد من اللغات الأخرى. لترجمة الكتاب المقدس الإنكليزية تاريخ غني ومتنوع لأكثر من ألف عام. الترجمة الأولى للكتاب المقدس العبري هي السبعينية اليونانية، والتي أصبحت لاحقاً ترجمة العهد القديم المعتمدة لدى الكنيسة، وقد ترجمت على مراحل في الفترة ما بين القرن الثالث إلى الأول قبل الميلاد. نسخة جيروم اللاتينية للعهد القديم ترجمت عن العبرية أيضا وهي تشمل الأسفار القانونية بحسب الشريعة اليهودية، وقد اعتمدت على النسخة الماسورتية في قسم وعلى النسخة اليونانية في القسم الباقي.
بعض الترجمات اليهودية الأخرى للعهد القديم مثل الترجوم المكتوب باللغة الآرامية تتوافق بشكل كبير مع النسخة الماسورتية، وتعتمد عليها جميع الترجمات اليهودية العائدة للعصور الوسطى والحديثة. أما النسخ المسيحية الحديثة من العهد القديم فتعتمد بشكل عام على كافة النسخ والمخطوطات القديمة المتوفرة لهذا الكتاب.
بالنسبة للعهد الجديد فمن المتفق عليه بأن جميع أسفاره كتبت باللغة اليونانية، ويوجد آراء أخرى تقول بأن بعضها قد يكون كتب بالآرامية (بشكل كامل أو جزئي)، وهناك بعض المتخصصين يذهبون إلى أن مقدمة إنجيل يوحنا مثلا ترجمت لليونانية عن نصها الأصلي الآرامي. ولكن بشكل عام جميع المخطوطات العتيقة المتوافرة للعهد الجديد مكتوبة باللغة اليونانية.

## النص الأصلي

### الكتاب المقدس العبري
كُتب الكتاب المقدس العبري أساسًا بالعبرية التوراتية، مع بعض الأجزاء -لا سيما في جزء دانيال وعزرا- بالآرامية التوراتية. من القرن السادس إلى القرن العاشر الميلادي، قارن العلماء اليهود المعروفين في يومنا الحالي باسم ماسوريتيس نصوص جميع المخطوطات الكتابية في محاولة لإنشاء نص موحد. ظهرت سلسلة من النصوص المتشابهة للغاية في نهاية المطاف، وتُعرف هذه النصوص بالنصوص الماسورية. قام الماسوريتيس أيضًا بإضافة نقاط العلة -أو ما يُعرف بالتنقيط- إلى النصوص، لأن النص الأصلي يتضمن حروف ساكنة فقط. قد يتطلب هذا في بعض الأحيان اختيار الترجمة، لأن بعض الكلمات تختلف فقط في أحرف العلة الخاصة بها، وقد يختلف معناها حسب أحرف العلة المختارة. في العصور القديمة وُجد العديد من القراءات العبرية، بقي البعض منها في أسفار موسى الخمسة السامرية وأجزاء أخرى قديمة، واعتُرف به في الإصدارات القديمة بلغات أخرى.

### العهد الجديد
كُتب العهد الجديد بلغة كوين اليونانية. المخطوطات التي كتبها المؤلفون الأصليون لم تنج. خمن العلماء النصوص الأصلية من المخطوطات التي نجت بالفعل. النصوص الثلاثة الرئيسية التقليدية للعهد اليوناني الجديد تُعرف بالنص السكندري والنص البيزنطي والنص الغربي.
معظم المتغيرات بين المخطوطات طفيفة، تتضمن تبديل ترتيب بعض الكلمات، ووجود أداة تعريف محددة أو عدم وجودها، ويوجد أحيانًا تغير رئيسي عندما يكون جزء من النص مفقودًا أو لأسباب أخرى. أمثلة على المتغيرات الرئيسية هي نهايات مرقس ومنظار الزناة وفاصلة جوهانيوم والنسخة الغربية من أعمال الرسل.
أدى اكتشاف المخطوطات القديمة التي تنتمي إلى نص كتابة السكندريين، متضمنًا الدستور الفاتيكاني للقرن الرابع والدستور السينائي، إلى أن يعيد العلماء النظر حول النص اليوناني الأصلي. استند كارل لاكمان في نسخته النقدية عام 1831 إلى المخطوطات التي يعود تاريخها إلى القرن الرابع وما قبله، وجادل بأنه يجب تصحيح النصوص وفقًا للنصوص السابقة. لا تظهر المخطوطات الأولى لرسائل بولس وكتابات العهد الجديد الأخرى علامات ترقيم على الإطلاق. أضاف المحررون الآخرون علامات الترقيم لاحقًا، وفقا لفهمهم للنص.

## التاريخ

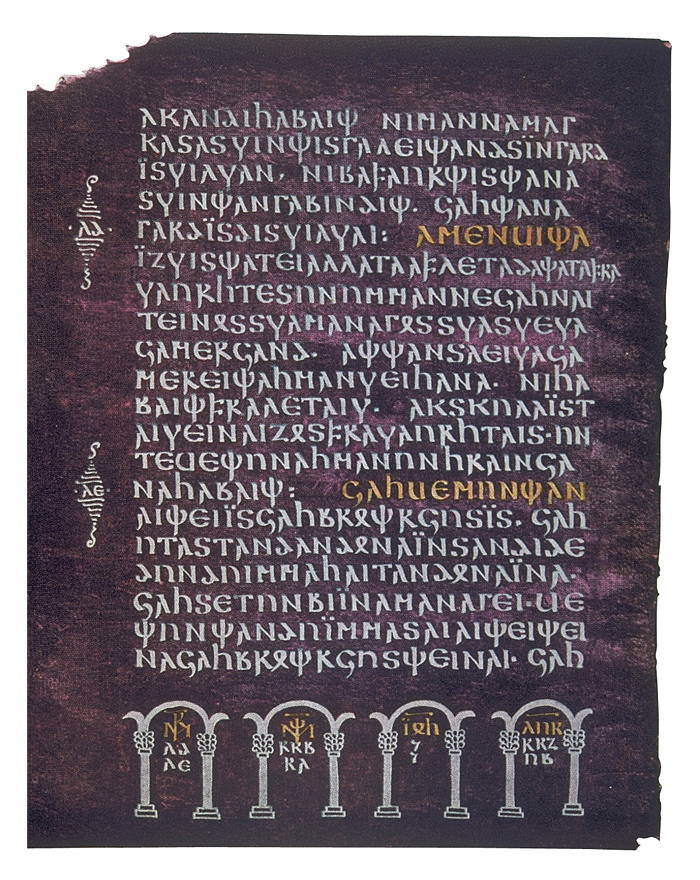
في الكتاب المقدس الفضي من القرن الخامس، ترجمت كلمة "كاهن" إلى كلمة "الله".

### التراجم القديمة

#### الترجمة الآرامية
بدأت بعض الترجمات الأولى للتوراة خلال المنفى البابلي، عندما أصبحت الآرامية لغة مشتركة لليهود. إذ كان معظم الناس يتحدثون الآرامية فقط ولا يفهمون العبرية، وُجدت التراجم للسماح للشخص العادي بفهم التوراة كما تُقرأ في الكنس القديمة.

#### السبعينية اليونانية
بحلول القرن الثالث قبل الميلاد، أصبحت الإسكندرية حاضرةً ومركزًا لليهودية الهلنستية، وخلال القرنين الثالث والثاني قبل الميلاد جمع المترجمون النسخة اليونانية من الكتب اليونانية العبرية في مصر على عدة مراحل، اكتملت بحلول 132 قبل الميلاد. يُنسب جهد ترجمة التلمود إلى بطليموس الثاني فيلادلفيا (285-246 ق.م)، الذي يُقال إنه كلف 72 عالمًا يهوديًا لهذا الغرض، ولهذا تُعرف الترجمة باسم السبعينية، وهو اسم اكتسبته في زمن أوغسطين هيبو (354-430 م). السبعينية، أول ترجمة للكتاب المقدس العبري إلى اليونانية، أصبحت فيما بعد النص المقبول للعهد القديم في الكنيسة المسيحية وأساس قانونه. بنى جيروم ترجمته اللاتينية فولجيت على الترجمة العبرية لتلك الكتب، المحفوظة في اليهودية كما هو موضح في النص الماسوري، وعلى النص اليوناني deuterocanonical للكتب، الذي يعني التشكيل الكنسي الثانوي من الكتب المقدسة أو الأعمال الأدبية.
استخدم الترجمة المعروفة الآن باسم السبعينية على نطاق واسع اليهود الناطقون باليونانية، ثم لاحقًا المسيحيون. وهو يختلف إلى حد ما عن اللغة العبرية القياسية اللاحقة أو النص الماسوري. انتشرت هذه الترجمة بسبب رواية تذكر أن 70 -أو في بعض المصادر 72- مترجمًا منفصلًا جميعهم أنتجوا نصوصًا متطابقة، ما يثبت دقتها.
تحتوي إصدارات السبعينية على العديد من المقاطع والكتب الكاملة غير المدرجة في النصوص الماسورية للتناخ. في بعض الحالات، كانت هذه الإضافات تتكون في الأصل من اليونانية، أما في حالات أخرى كانت ترجمات للكتب العبرية أو المتغيرات العبرية غير الموجودة في النصوص الماسورية. أظهرت الاكتشافات الأخيرة أن إضافات السبعينية لها أصل عبراني أكثر مما كان يُعتقد سابقًا. في حين لا توجد مخطوطات باقية كاملة للنصوص العبرية التي استندت إليها السبعينية، يعتقد العديد من العلماء أنها تمثل تقاليد نصية مختلفة التقديم من تلك التي أصبحت أساسًا للنصوص الماسورية.

### أواخر العصور القديمة
وُضع أصل الهيكسابلا بجانب 6 إصدارات من العهد القديم: النص الساكن العبراني، والنص العبراني المترجم إلى حروف يونانية، المرتبة الثانية، والترجمات اليونانية لاكويلا من سينوب وسيماشوس الإبيوني، وقراءة واحدة من السبعينية، والترجمة اليونانية لثيودوتيون. إضافةً إلى ذلك، تضمن 3 ترجمات مجهولة من المزامير: كوينتا، سكستا وسبتيما. كان لتنقيح كتابته الانتقائي للسبعينية تأثير كبير في نص العهد القديم في العديد من المخطوطات الهامة. أسس الكتاب المقدس المسيحي رسميًا المطران كيرلس من القدس سنة 350، مع أن الكنيسة قبلته عمومًا سابقًا، وأكده مجمع لاودكية سنة 363، كلاهما يفتقر إلى سفر الرؤيا، وبعد ذلك أنشأه أثناسيوس من الإسكندرية سنة 367 مع إضافة سفر الرؤيا، وترجع ترجمة جيروم فولجيت اللاتينية إلى (382-405). تُعرف الترجمات اللاتينية التي تسبق جيروم جماعيًا بنصوص فيتوس لاتينا.
تميل الترجمات المسيحية أيضًا إلى الاستناد إلى العبرية، مع أن بعض الطوائف تفضل السبعينية، أو تستشهد بقراءات متنوعة من كليهما. عادةً ما تبدأ ترجمات الكتاب المقدس التي تتضمن النقد النصي الحديث بنص الماسوري، لكنها تأخذ أيضًا في الاعتبار المتغيرات المحتملة من جميع الإصدارات القديمة المتاحة. النص الوارد للعهد المسيحي الجديد مكتوب بلغة الكوين اليونانية، وتستند جميع الترجمات تقريبًا إلى النص اليوناني.
بدأ جيروم بمراجعة الترجمات اللاتينية السابقة، لكنه انتهى بالعودة إلى اليونانية الأصلية، وتجاوز جميع الترجمات، والعودة إلى اللغة العبرية الأصلية كلما أمكن بدلًا من السبعينية.
تُرجم الكتاب المقدس إلى اللغة القوطية في القرن الرابع تحت إشراف أولفيلاس. في القرن الخامس، ترجم القديس ميسروب الكتاب المقدس باستخدام الأبجدية الأرمنية التي وضعها. يرجع تاريخها أيضًا إلى نفس فترة الترجمات السريانية والقبطية والنوبية القديمة والإثيوبية والجورجية.
وُجد أيضًا العديد من الترجمات القديمة، وأهمها باللهجة السريانية الآرامية، تتضمن توافق إنجيل دياتيسارون والبيشيتا، وفي اللغة الجعزية، واللاتينية الفولجيت وفيتوس لاتينا. سنة 331، كلف الإمبراطور قسطنطين يوسابيوس بتسليم خمسين كتابًا مقدسًا لكنيسة القسطنطينية.

### العصور الوسطى
عندما نسخ الكتبة القدماء الكتب السابقة، كتبوا ملاحظات على هوامش الصفحة لتصحيح نصوصهم -خاصةً إذا حذف كاتب كلمة أو سطرًا بالخطأ- والتعليق على النص. عندما قام الكتّاب اللاحقون بالنسخ، كانوا أحيانًا غير متيقنين من وجوب تضمين الملاحظة جزءًا من النص. بمرور الوقت، طورت مناطق مختلفة إصدارات مختلفة، لكل منها مجموعته الخاصة من الإغفالات والإضافات والمتغيرات، معظمها في الإملاء.
أقدم مخطوطة كاملة باقية من الكتاب المقدس بأكمله باللغة اللاتينية هي الكوديكس أمياتينوس، وهي نسخة لاتينية فولجية صدرت في إنجلترا في القرن الثامن في الدير المزدوج في ويرماوث جارو.
خلال العصور الوسطى، قل نشاط الترجمة، لا سيما العهد القديم. ومع ذلك، وُجدت بعض الترجمات الإنجليزية القديمة المجزأة، لا سيما الترجمة المفقودة من إنجيل يوحنا إلى الإنجليزية القديمة بواسطة بيدي المبجل، الذي قيل إنه أعده قبل وفاته بفترة وجيزة نحو عام 735. ونسخة ألمانية عالية قديمة من إنجيل ماثيو تعود إلى سنة 748. سنة 800 كلف شارلمان ألكوين بمراجعة لاتينية فولجيت. بدأت الترجمة إلى الكنيسة السلافية القديمة عام 863 بواسطة كيرلس وميثوديوس.
كان لدى ألفريد العظيم عدد من مقاطع الكتاب المقدس تم تداولها في العامية نحو عام 900. وشملت مقاطع من الوصايا العشر وأسفار موسى الخمسة، مسبوقة بمدونة القوانين التي أصدرها في هذا الوقت. في عام 990 تقريبًا، ظهرت نسخة كاملة ومستقلة من الأناجيل الأربعة باللغة الإنجليزية القديمة الاصطلاحية، بلهجة غرب سكسونيا، تُسمى أناجيل ويسيكس. في نفس الوقت تقريبًا، ظهر تجميع يسمى الآن الإنجليزية القديمة السداسية مع الكتب الستة الأولى (أو سبعة) من العهد القديم.
حظر البابا إنوسنت الثالث سنة 1199 النسخ غير المصرح بها من الكتاب المقدس، ردًا على الهرطقات الكاثارية واللدنسية. حرّم سينودس تولوز وتاراغونا (1234) حيازة مثل هذه الأعمال. توجد أدلة على السماح ببعض الترجمات العامية في حين كان البعض الآخر يخضع للفحص.
تُرجم الكتاب المقدس بالكامل إلى الفرنسية القديمة في أواخر القرن الثالث عشر. ضُمنت أجزاء من هذه الترجمة في طبعات من الكتاب المقدس الشائع، ولا يوجد دليل على أن الكنيسة قد منعت هذه الترجمة. تُرجم الكتاب المقدس بأكمله إلى اللغة التشيكية نحو عام 1360.